# 121e méridien est
En géographie, le 121e méridien est est le méridien joignant les points de la surface de la Terre dont la longitude est égale à 121° est.

## Géographie

### Dimensions
Comme tous les autres méridiens, la longueur du 121e méridien correspond à une demi-circonférence terrestre, soit 20 003,932 km. Au niveau de l'équateur, il est distant du méridien de Greenwich de 13 470 km,.
Avec le 59e méridien ouest, il forme un grand cercle passant par les pôles géographiques terrestres.

### Régions traversées
En commençant par le pôle Nord et descendant vers le sud au pôle Sud, Le 121e méridien est passe par:
| Coordonnées           | Pays, territoire ou mer  | Notes |
| --------------------- | ------------------------ | --- |
| 90° 00′ N, 121° 00′ E | Océan Arctique           | |
| 78° 15′ N, 121° 00′ E | Mer de Laptev            | |
| 72° 56′ N, 121° 00′ E | Russie                   | République de Sakha Oblast de l'Amour — à partir de 57° 03′ N, 121° 00′ E Kraï de Transbaïkalie — à partir de 56° 03′ N, 122° 00′ E         |
| 53° 17′ N, 121° 00′ E | Chine                    | Mongolie Intérieure Liaoning – à partir de 42° 15′ N, 121° 00′ E                                                                            |
| 40° 50′ N, 121° 00′ E | Mer Jaune                | Baie de Liaodong Passe juste à l'ouest de la Péninsule du Liaodong, Liaoning, Chine (à 38° 55′ N, 121° 05′ E) Golfe de Bohai                |
| 37° 44′ N, 121° 00′ E | Chine                    | Shandong – Péninsule du Shandong |
| 36° 36′ N, 121° 00′ E | Mer Jaune                | |
| 33° 17′ N, 121° 00′ E | Mer de Chine orientale   | |
| 32° 32′ N, 121° 00′ E | Chine                    | Jiangsu Shanghai – à partir de 31° 08′ N, 121° 00′ E Zhejiang – à partir de 30° 50′ N, 121° 00′ E                                           |
| 30° 34′ N, 121° 00′ E | Baie de Hangzhou         | |
| 32° 32′ N, 121° 00′ E | Chine                    | Zhejiang |
| 28° 07′ N, 121° 00′ E | Mer de Chine orientale   | |
| 25° 20′ N, 121° 00′ E | Détroit de Taïwan        | |
| 24° 57′ N, 121° 00′ E | Taïwan                   | Taiwan – revendiqué par la Chine |
| 22° 35′ N, 121° 00′ E | Océan Pacifique          | Mer des Philippines |
| 21° 48′ N, 121° 00′ E | Mer de Chine méridionale | |
| 18° 36′ N, 121° 00′ E | Philippines              | Île de Luzon – passe par Manila (à 14° 35′ N, 121° 00′ E)                                                                                   |
| 13° 47′ N, 121° 00′ E | Isla Verde Passage       | |
| 13° 27′ N, 121° 00′ E | Philippines              | Île de Mindoro |
| 12° 25′ N, 121° 00′ E | Mer de Sulu              | Passe par les Îles Cuyo, Philippines (à 11° 00′ N, 121° 00′ E) Passe juste à l'ouest de Îles Cagayan, Philippines (à 11° 00′ N, 121° 00′ E) |
| 6° 11′ N, 121° 00′ E  | Philippines              | Île de Jolo et de petites îles proches |
| 5° 40′ N, 121° 00′ E  | Mer de Célèbes           | |
| 1° 21′ N, 121° 00′ E  | Indonésie                | Île de Sulawesi (Péninsule de Minahasa) |
| 0° 26′ N, 121° 00′ E  | Golfe de Tomini          | |
| 1° 25′ S, 121° 00′ E  | Indonésie                | Île de Sulawesi |
| 2° 41′ S, 121° 00′ E  | Golfe de Boni            | |
| 3° 15′ S, 121° 00′ E  | Indonésie                | Île de Sulawesi |
| 3° 39′ S, 121° 00′ E  | Golfe de Boni            | |
| 5° 25′ S, 121° 00′ E  | Mer de Banda             | |
| 7° 17′ S, 121° 00′ E  | Indonésie                | Îles Selayar |
| 7° 20′ S, 121° 00′ E  | Mer de Flores            | |
| 8° 23′ S, 121° 00′ E  | Indonésie                | Île de Florès |
| 8° 58′ S, 121° 00′ E  | Mer de Savu              | |
| 10° 39′ S, 121° 00′ E | Océan indien             | |
| 19° 36′ S, 121° 00′ E | Australie                | Australie-Occidentale |
| 33° 52′ S, 121° 00′ E | Océan indien             | Les autorités australiennes considèrent cette zone comme partie de l'Océan Austral,                                                         |
| 60° 00′ S, 121° 00′ E | Océan Austral            | |
| 66° 48′ S, 121° 00′ E | Antarctique              | Territoire antarctique australien, Territoires revendiqués par l' Australie                                                                 |